# Maiola Kalili
Maiola Kalili (* 3. November 1909 in Honolulu, Hawaii-Territorium, Vereinigte Staaten; † 23. August 1972 in Los Angeles) war ein US-amerikanischer Schwimmer und Olympiateilnehmer.

## Werdegang
Maiola Kalili und sein Bruder Manuella (1912–1969) wurden von ihrem Vater im Schwimmen unterrichtet. Sie sollten dem hawaiianischen Schwimmstar Duke Kahanamoku nacheifern. Zunächst hatten die Jungen aber kein Interesse an Wettkämpfen, sondern tauchten nach Münzen, die von Touristen im Hafen von Honolulu von Schiffen ins Wasser geworfen wurden. Schließlich gelangten sie unter die Ägide des Trainers Harvey Chilton, der den Hui Makani Swim Club gründete und begann, tauchende Jungen für sein Team zu rekrutieren.
Wann die Kalili-Brüder nach Kalifornien zogen, ist nicht bekannt. Ab Ende der 1920er Jahre starteten sie für den Los Angeles AC und 1931 für den Hollywood AC. Ab dieser Zeit dominierte ein Trio aus den Kalili-Brüdern und Buster Crabbe den amerikanischen Schwimmsport. Bei den Nationalmeisterschaften 1930 in Long Beach, Kalifornien, war Manuella aus unbekannten Gründen nicht am Start; allerdings waren die Brüder erst kurz zuvor aus Japan zurückgekehrt, wo sie an Schwimmwettbewerben teilgenommen und mehrere japanische Rekorde gebrochen hatten. Maiola und Crabbe teilten vier Titel unter sich auf, in weiteren fünf Rennen wurde einer von ihnen Zweiter. 1931 fanden die nationalen Meisterschaften im Waikiki Natatorium War Memorial statt. Wiederum waren Maiola Kalili und Buster Crabbe die dominierenden Schwimmer. Auf dem Lūʻau zum Ende der Meisterschaften wurde bekannt, dass Kalili während der Meisterschaften jeden Morgen im Hafen wieder nach Münzen getaucht hatte. „Beyond a big smile“ („außer einem breiten Grinsen“) verriet er aber nicht, wie viel er eingenommen hatte.
Die Nationalmeisterschaften dienten auch zur Qualifikation für einen dreitägigen Länderkampf einer US-Auswahl gegen eine japanische, der vor täglich 20.000 Zuschauern im Meiji Shrine Pool in Tokio ausgetragen wurde. Die japanischen Schwimmer errangen dabei doppelt so viele Punkte wie die US-Amerikaner und entschieden so den Länderkampf für sich. Bei den Hallenmeisterschaften 1932 in New Haven, Connecticut, gewann Kalili die Rennen über 100 und 200 Yards.
Trotz dieser Titel musste sich Kalili bei Wettbewerben in Cincinnati für die Olympischen Spiele 1932 in Los Angeles qualifizieren. Da die Brüder Kalili Angst vor dem Fliegen hatten, fuhren sie die über 2000 Meilen lange Strecke mit dem Zug, was ihre Leistungen beeinträchtigte, und Maiola Kalili konnte sich lediglich für die 4 × 200-m-Freistilstaffel qualifizieren. Gemeinsam mit seinem Bruder Manuella, George Fissler und Francis Booth unterlag er der japanischen Mannschaft und errang die Silbermedaille in dieser Disziplin. Später illustrierte er im Rahmen einer Schwimm-Lern-Kampagne ein Manuskript und stellte den „entspannten“ Kraulstil der Japaner bei den Spielen dar.
1933 beendeten die Gebrüder Kalili ihre sportliche Laufbahn. Anschließend arbeitete Maiola Kalili als beach boy (zuständig für den Strandservice). Zudem trat er bis 1957 als Statist in mehreren Filmen auf (Der Rebell von Java), meist in der Rolle eines Eingeborenen aus der Südsee.

## Ehrungen
2001 wurde Maiola Kalili in die Hawai'i Sports Hall of Fame aufgenommen.